# Stanisław Wilkowicz
Stanisław Marian Wilkowicz (ur. 12 czerwca 1890, zm. ?) – kapitan piechoty Wojska Polskiego.

## Życiorys
Urodził się 12 czerwca 1890. Ukończył studia wyższe uzyskując tytuł naukowy doktora.
Po zakończeniu I wojny światowej i odzyskaniu przez Polskę niepodległości został przyjęty do Wojska Polskiego. Brał udział w wojnie polsko-bolszewickiej. Został awansowany do stopnia kapitana rezerwy piechoty ze starszeństwem z 1 czerwca 1919. W 1923, 1924 oficerem 6 Pułku Strzelców Podhalańskich w garnizonie Stryj.

## Ordery i odznaczenia
- Krzyż Kawalerski Orderu Odrodzenia Polski (2 maja 1922)[6][7]